# Paweł Młynarczyk
Paweł Zdzisław Młynarczyk (ur. 1 sierpnia 1955, zm. 22 lutego 2022 w Puławach) – polski klawiszowiec, członek zespołów ZOO (w latach 1983-1985) i Siekiera (w latach 1985–1987). W 2011 roku pomógł Tomaszowi Adamskiemu w nagraniu albumu Ballady na koniec świata.

## Dyskografia
Zoo
- „Więcej seksu / Romantyczna gra” (singel; 1984)

Siekiera
- „Jest bezpiecznie / Misiowie puszyści” (singel; 1985)
- Nowa Aleksandria (1986)
- Jak punk to punk (1988) – utwory: „Ja stoję, ja tańczę, ja walczę” i „Ludzie wschodu”
- Ballady na koniec świata (2011)